# Dinotopterus cunningtoni
Dinotopterus cunningtoni är en fiskart som beskrevs av Boulenger, 1906. Dinotopterus cunningtoni ingår i släktet Dinotopterus och familjen Clariidae. IUCN kategoriserar arten globalt som nära hotad. Inga underarter finns listade i Catalogue of Life.